# Biblioteca Joanina

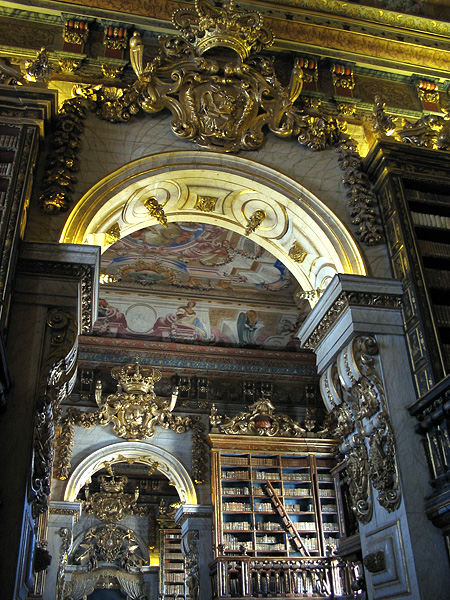
Biblioteca Joanina (2007)

Die Biblioteca Joanina ist die im Stil des Barock gehaltene Universitätsbibliothek der portugiesischen Universität Coimbra.
Die Bibliothek wurde im 18. Jahrhundert von dem damaligen König von Portugal Johann V. in Auftrag gegeben und, zwischen 1717 und 1728, unter Leitung des Baumeisters João Carvalho Ferreira errichtet und fungierte ab 1777, bis zur Mitte des 20. Jahrhunderts als universitäre Bibliothek.
Als Teil der Juristischen Fakultät gilt das bedeutende Bauwerk als Meisterleistung des späten Barocks. Der Eingang wird von einem prächtigen Portal geschmückt. Der Bestand der Bibliothek umfasst knapp 60.000 kostbare Bücher in drei miteinander verbundenen Sälen. Der schwarze Saal, aus Ebenholz mit Goldverzierungen, enthält Werke der Antike, der rote Saal mit Mahagoni- und Rosenholz, Werke der Wissenschaft und der grüne Saal der Philosophie und Theologie.
Genau wie in der Bibliothek des Palácio Nacional in Mafra, tragen auch in Coimbra zwei Kolonien von Fledermäusen seit über 200 Jahren zum Erhalt des Buchbestandes bei, indem sie nachts die Insekten und ihre Larven dezimieren, die in und von den Büchern leben. Das Personal der Bibliothek deckt jeden Abend die wertvollen Tische ab und entfernt am Morgen die Hinterlassenschaften der kleinen Helfer, die tagsüber hinter den Büchern in den Eichenregalen schlafen.
Im Durchschnitt werden etwa 750 Werke pro Jahr angefragt. Es wurde mit der Digitalisierung begonnen, die jedoch noch nicht abgeschlossen ist. Gemeinsam mit dem Justizpalast und der Universitätskapelle können Besucher auch die Bibliothek gegen Gebühr besichtigen, wobei der Zugang auf je 50 Personen und 20 Minuten begrenzt ist.
2013 zählte die britische Tageszeitung The Daily Telegraph sie zu den spektakulärsten Bibliotheken der Welt.